# Кандинов, Антон Семёнович
Антон Кандинов (15 марта, 1857, Тифлисская губерния — 4 марта, 1926, Рязань) — архитектор, в 1881—1891 годах работавший в Баку. Построил в Баку караван-сарай Исламийя, Зимний клуб, а также более 40 зданий.

## Жизнь и деятельность
Родился в 1857 году. Получил домашнее образование. В 1876 году поступил в Петербургский институт гражданских инженеров, который окончил в 1881 году по первому разряду. В период после окончания этого учебного заведения до 1891 года работал в Баку городским архитектором. В 1890 году под руководством Кандинова в Баку было построено здание Зимнего клуба. В 1891 году он покинул свой пост. В период работы в Баку был архитектором более 40 зданий.
В начале XX века Кандинов переехал в Рязанскую губернию. Впоследствии в 1904—1909 годах его имя значилось в «Списках учреждений и чинов Рязанской губернии». 25 мая 1912 года Кандинов был избран действительным членом Рязанской ученой архивной комиссии. В 1913 году стал членом Рязанского дворянского депутатского собрания. В том же году Кандинов построил пристройку к основному корпусу Рязанского Епархиального женского училища, в которой размещались дополнительные учебные комнаты. В апреле 1914 года в Рязани было заложено здание Городского банка, а 15 декабря 1917 года Кандинов представил правлению банка окончательную опись произведённых работ. Скончался 4 марта 1926 года в Рязани от воспаления легких.
23 мая 2020 года исторический деревянный дом, в котором жил Кандинов (Рязань, улица Свободы, 62), был снесён.